# Памятник Суворову (Азов)
Памятник Суворову — памятник русскому полководцу, генералиссимусу Александру Васильевичу Суворову в городе Азов Ростовской области. Установлен в 2014 году на территории  памятника военно-инженерного искусства XVIII века «Азовский пороховой погреб» в городе Азове.

## История
В Ростовской области установлено около десятка памятников полководцу А. В. Суворову. Его именем названы улицы и учебные заведения. Имя Суворова также неразрывно связано с историей города Азова. В 1778—1779 годах годах А. В. Суворов инспектировал строительство Азово-Моздокской линии оборонительных сооружений, заложенной после русско-турецкой войны 1768—1774 годов. Несколько раз он посещал Азовскую крепость. Основные операции в русско-турецкой войне проводились под командованием Суворова.
По ходатайству А. В. Суворова перед императрицей Екатериной II, крымские армяне осели на Дону. Здесь они основали город Нахичевань-на-Дону, села Крым, Чалтырь, Большие Салы, Султан-Салы, Несветай.
19 июля 2014 года в городе Азов, как дань уважения русскому полководцу, был установлен памятник Суворову. Дата открытия памятника была приурочена ко времени окончательного присоединёния Азова к Российской империи. Памятник установлен на территории  памятника военно-инженерного искусства XVIII века Азовский пороховой погреб в городе Азове.

## Описание
Памятник представляет собой бюст Суворова, установленный на прямоугольном постаменте. Бюст полководца Суворова Азову был сооружён в рамках проекта «Аллея Российской Славы». Памятник с бюстом установлен рядом с памятником военно-инженерного искусства 18 века — пороховым погребом. Рядом с пороховым погребом стоит дом, где в своё время останавливался полководец. На постаменте бюста написаны слова: «Суворов Александр Васильевич 1730—1800. Великий русский полководец, Генералиссимус, князь Италийский, граф Рымникский». По бокам монумента закреплены доски с описанием деятельности Суворова. Около памятника установлены две старинные пушки.
Памятник Суворову изготовлен в городе Кропоткин и передан в дар Азовскому историко-археологическому и палеонтологическому музею-заповеднику.